# Flugplatz Lucca

i7
i11
i13
Der Flugplatz Lucca-Tassignano (it.: Aeroporto di Lucca-Tassignano, IATA-Code: LCV, ICAO-Code: LIQL) befindet sich in der italienischen Region Toskana, rund sechs Kilometer östlich von Lucca, auf dem Gebiet der Gemeinde Capannori, bei dem Ort Tassignano. Der Flugplatz wird von der allgemeinen Luftfahrt genutzt.

## Infrastruktur und Nutzung
Der in der Ebene von Lucca gelegene Flugplatz hat eine asphaltierte, 910 Meter lange, in West-Ost-Richtung verlaufende Start- und Landebahn (10/28), die parallel zur unmittelbar südlich des Flugplatzes vorbeiführenden Autostrada A11 verläuft. Im Südwesten des Flugplatzgeländes befindet sich ein 4700 m² großes Vorfeld mit vier Hangars. Betrieben wird der Flugplatz von dem Unternehmen Aeroporto di Capannori SpA, das sich zu rund 90 Prozent im Eigentum der Gemeinde Capannori befindet. Hauptnutzer ist der Aeroclub Lucca, der vor Ort auch eine Flugschule unterhält. Der Flugplatz bleibt montags in der Regel geschlossen.
Der Flugplatz ist mit Tassignano, Capannori und der Innenstadt von Lucca über die Via del Casalino und die Via Romana verbunden.
Es gibt keine Busverbindung zum Flugplatz. Am Flugplatz können Taxis bestellt werden.

## Geschichte
Der Flugplatz wurde am 29. November 1932 als ziviles Flugfeld eingerichtet. 1935 übernahm ihn die Regia Aeronautica, die hier eine Flugschule einrichtete und den Flugplatz dann bis 1938 erweiterte. Gegen Ende des Zweiten Weltkriegs wurde der Flugplatz von abziehenden deutschen Einheiten zerstört.
Nach dem Krieg richtete das italienische Militär im nördlichen Bereich des Flugplatzes eine Landezone für in Pisa und Livorno stationierte Fallschirmjäger ein, während der südliche Teil der Allgemeinen Luftfahrt überlassen und 1981 ganz an die zivile Luftfahrtverwaltung abgegeben wurde. Den Betrieb übernahm zunächst ein Konsortium, ab 1999 dann eine GmbH, aus der später die heutige Betriebsgesellschaft hervorging.